# Kołoleż
Kołoleż (Głodowo Małe) – przepływowe jezioro wytopiskowe Pojezierza Bytowskiego, w obrębie gminy Miastko, na obszarze źródłowym rzeki Wieprzy. 
Ogólna powierzchnia akwenu jeziora wynosi 9,9 ha. Wzdłuż południowowschodniego brzegu jeziora prowadzi trasa nieistniejącej już linii kolejowej Bytów-Miastko.